# Санкхья
Санкхья, самкхья (санскр. संख्या, IAST: saṃkhyā — «перечисление») — философия индийского дуализма, основанная Капилой. В мире действуют два начала: пракрити (материя) и пуруша (дух). Цель философии санкхьи — отвлечение духа от материи.

## Этимология
В основе слова «санкхья» лежит корень khya (ख्य), в качестве глагола обозначающий — «это называется»; пассивная форма — «известный», «названный», существительное — «взгляд», «мысль», «идея». С приставкой sam («вместе») корень образует глагольное имя saṃkhyā — «число», «счёт», что означает «исчисление».

## Развитие санкхьи
Санкхья в своём развитии прошла четыре периода:
1. Санкхья Капилы (VII—VI вв. до н. э.) утверждала как относительный монотеизм, так и абсолютный монизм, основные положения исходят из Вед и Упанишад.
2. Теистическая санкхья Махабхараты, Бхагавад-гиты, Пуран. Проводилось различение между Пракрити и Пурушей, который выступал как «Познающий». Полное освобождение души достигается посредством познания подлинной природы Пракрити и Пуруши, слияния с Ишварой. Ведущие представители этого периода: Асури и Панчашикха.
3. Атеистическая санкхья буддийского периода, ставшая таковой под его воздействием. При помощи логики санкхья пыталась обосновать реальность «Я» перед нападками буддизма и пришла к логическому выводу о невозможности существования Ишвары. Ишваракришна: «Санкхья-карика».
4. Санкхья Виджнянабхишну (VII в.). Возвращение к теистической санкхье. Впрочем, это направление хотя и описано в энциклопедиях, но реального распространения, по видимому, не получило.[источник не указан 2802 дня]

Е. А. Торчинов выделяет два типа санкхьи: эпическую и классическую. Эпическая санкхья нашла своё отражение в философских текстах «Махабхараты» (прежде всего, в «Бхагавад-гите»). Классическая санкхья представляет собой философскую систему, созданную Ишваракришной в первых веках н. э.

## Эпистемология санкхьи
Источником достоверного знания являются три праманы (мера):
- пратьякша (IAST: pratyakṣa — присутствующий перед глазами, видимый, воспринимаемый, непосредственный) — прямое восприятие при соприкосновении чувств с объектами[2];

два вида восприятия:
- нирвикальпа (принимающий без сомнения) — неопределённое восприятие, простое впечатление, не содержащее знание объекта;
- савикальпа (с сомнением и изменением) — определённое восприятие, обработанное и дифференцированное впечатление, ведущее к знанию;

- анумана (вывод) — логический вывод;
- шабда — устное доказательство.

Вопрос «кто познаёт» является весьма запутанным в теории познания санкхьи.

## Метафизика санкхьи
Исходный пункт метафизики санкхьи, и особенно её учения о материи, — учение о наличии следствия в причине; следствие и причина понимаются как два состояния (выявленное и невыявленное) одной и той же субстанции. Это приводит к поиску первопричины, не связанной непременно с богом, и к теории эволюции-инволюции в объяснении мира.

### Онтология

#### Десять основных предметов учения Санкхьи
Десять основных положений философии санкхьи перечислены в «Таттва-самасе» и опираются на «Санкхья-карику» Ишваракришны в которой дается их обоснование.
- Существование Пуруши и Прадханы
- Единичность Прадханы
- Объективность Прадханы и её манифестаций
- Предназначенность Прадханы и её манифестаций
- Инаковость Пуруши
- Бездеятельность Пуруши
- Соединение Прадханы и Пуруши
- Разъединение Прадханы и Пуруши
- Множественность Пуруши
- Особое функционирование тела

#### Дуализм санкхьи
Санкхья, исходя из наличия в познавательной практике человека субъектно-объектных отношений, приходит к выводу о безначальном существовании двух независимых друг от друга реальностей — пуруша и пракрити. Пракрити выступает в роли бессознательного источника мира объектов, а пуруша — необъективируемое сознание, познающее пракрити.

#### Пуруша
Пуруша есть трансцендентальное Я или чистое сознание, это абсолютная, безначальная, неизменная, непознаваемая реальность. Пуруша не только не имеет причины существования, но и не выступает в роли причины чего-либо. В отличие от Адвайта-веданты и Пурва-мимамсы санкхья учит о множественности пуруш.

#### Пракрити
Пракрити есть беспричинная первопричина всех объектов в мире, лишённая сознания. Поскольку это первый принцип (таттва) Вселенной, она называется Прадхана («главное», «важнейшее»). Пракрити независима и активна, состоит из трёх гун:
- саттва — основа разума, характеризуется тонкостью, легкостью, светом и радостью;
- раджас — основа энергии, характеризуется активностью, возбуждением и страданием;
- тамас — основа инерции, характеризуется грубостью, апатией, аморфностью и тьмой.

Все физические явления рассматриваются как проявления эволюции Пракрити.

#### Развитие пракрити
Когда гуны находятся в состоянии равновесия (самьявастха), то развитие отсутствует, но под воздействием пуруши происходит нарушение равновесия гун, начинающих образовывать различные комбинации, что порождает мир объектов.
Первым проявляется махат (Великий), или буддхи, чистая потенция, в котором ещё отсутствуют субъектно-объектные отношения.
Затем возникает аханкара, или индивидуализация, в ней уже есть различие между субъектом и объектом.
В зависимости от преобладания одной из трёх гун аханкара бывает трёх видов: вайкарика, или саттвика; тайджаса, или раджаса, бхутада, или тамаса.
Из саттвики возникает одиннадцать органов: ум (манас), пять органов восприятия (джнянендрия), пять органов действия (кармендрия).
Из тамаса — пять тонких элементов (танматра).
Раджаса обеспечивает саттвику и тамасу необходимой энергией для образования своих продуктов.
Пять органов восприятия: слух, осязание, зрение, вкус, обоняние.
Пять органов действия: руки, ноги, речь, орган выделения, орган размножения.
Пять тонких элементов: акаша (эфир), вайю (воздух), теджа (свет), апа (жидкое), притхви (твёрдое).